# Toram jezik
Toram jezik (ISO 639-3: trj; torom, torum), jedan od afrazijskih jezika istočnočadske skupine čadskih jezika, kojim govori 8 460 ljudi (2000) jugoistočno od Abou Deïa, u i zapadno od Tera, na području čadske regije Salamat u departmanu Abou Deïa.
Toram se klasificira uz još pet jezika podskupini mubi; nameće se čadski arapski [shu].

## Vanjske poveznice
- Ethnologue (14th)
- Ethnologue (15th)